# Guido Albanese
Guido Albanese (Ortona, 2 dicembre 1893 – Roma, 6 gennaio 1966) è stato un compositore italiano.

## Biografia
Pronipote di Francesco Paolo Tosti, nacque a Ortona da Pietro ed Emilia Primavera. Nel suo paese compì gli studi liceali manifestando forte interesse per la musica. Quindi si trasferì a Roma per studiare composizione, ma allo scoppio della prima guerra mondiale interruppe gli studi e raggiunse il fronte come ufficiale dei bersaglieri. Al termine della guerra si recò a Bologna dove, allievo di Franco Alfano, conseguì il diploma in composizione al Liceo musicale "G. B. Martini" nel 1921. Quindi si dedicò alla composizione e alla tradizione musicale della sua terra abruzzese.
Nel 1920, in qualità di direttore del coro, Guido Albanese partecipò all'organizzazione della prima Maggiolata Abruzzese di Ortona, manifestazione di canzoni dialettali che sarebbe andata avanti con successo fino al 1976 (nonostante le diverse interruzioni nel corso degli anni). Alla Maggiolata presentò alcune tra le sue migliori composizioni, come il trittico Terra d'ore (comprendente La Smarroccatura, Quand'arvè le prime rose e La Villigne), su versi di Luigi Dommarco, Lu piante de le fojje e L'Acquabbelle, entrambe su versi di Cesare De Titta, Core mé e Ci manche all'Adriatiche na perle, di cui egli stesso scrisse le parole.
Nel 1922 compose la celebre Vola vola vola, su versi di Luigi Dommarco, canzone che assurse a tale celebrità da venire considerata l'inno musicale dell'Abruzzo. Il brano avrebbe vinto il "Festival internazionale della canzone italiana" di Parigi nel 1953.
Dal 1929 al '31 tenne la critica musicale sul quotidiano "L'Impero" di Mario Carli. Agli inizi degli anni Trenta fu collaboratore dell'Istituto Luce, realizzando i commenti musicali per i primi cinegiornali sonori. Inoltre collaborò col regista Mario Camerini, per la colonna sonora dei film Giallo (1933) e Cento di questi giorni (1933).
Fu attratto dal teatro dannunziano e compose le musiche per la rappresentazione della Figlia di Iorio, realizzata nel 1931 con la regia di Luigi Antonelli a Pescara, e replicata nel 1935 al Teatro Argentina di Roma.
Fu autore di colonne sonore per documentari cinematografici e televisivi, musiche per la rivista, musica sacra, musiche di scena, romanze, liriche corali, inni patriottici, musica leggera, brani bandistici. Sue liriche furono pubblicate a Bologna dall'editore Bongiovanni e presso l'editore Pizzi & C.
Nel 1999 è stato pubblicato il catalogo delle sue opere, ad opera di Gianfranco Miscia, Francesco Sanvitale e Gianluca Sulli, comprendente 238 composizioni conservate nell'Archivio dell'Istituto Nazionale Tostiano di Ortona.
Il comune di Ortona gli ha dedicato una strada, e apposto una targa commemorativa presso la sua casa in Ortona, in corso Vittorio Emanuele.

## Colonne sonore
- Cento di questi giorni (1933) di Augusto Camerini (supervisione di Mario Camerini)
- Giallo (1934) di Mario Camerini
- Torna caro ideal (1939) di Guido Brignone (solo adattamento e orchestrazione, in collaborazione con Ettore Montanaro)
- La roccia incantata (1949) di Giulio Morelli

## Archivio

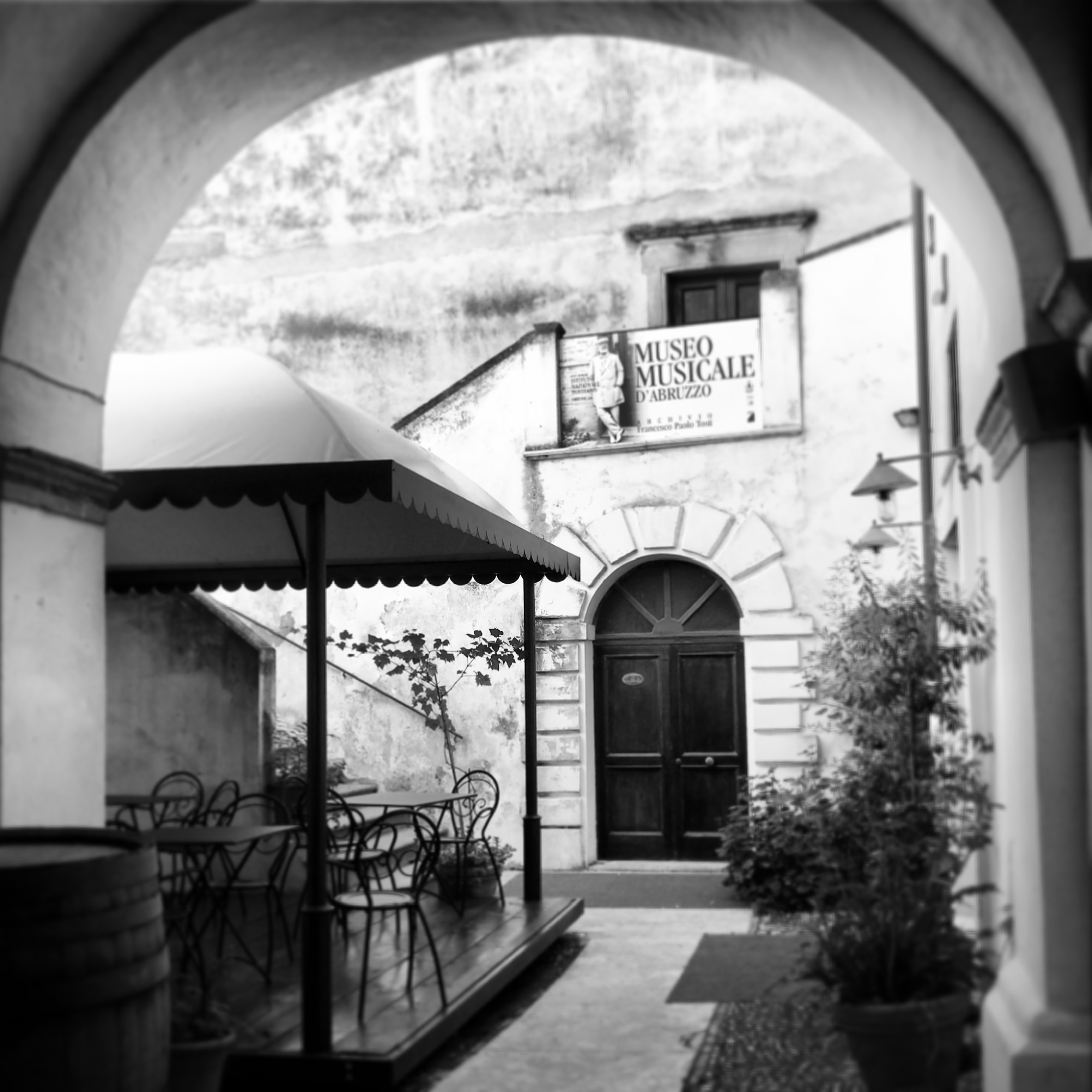
Ortona, il palazzo Corvo, sede del Museo Musicale d'Abruzzo e dell'Archivio "Guido Albanese"

L'archivio di Guido Albanese è stato donato dalla figlia del musicista, Franca Albanese all’Istituto Nazionale Tostiano dove è tuttora conservato. Dichiarato di notevole interesse storico con provvedimento della Soprintendenza archivistica per l'Abruzzo dell'8 maggio 1997, è costituito da documentazione professionale, familiare e personale. Vi si conservano manoscritti di opere, di cui alcune inedite, centodieci opere a stampa, spartiti di suite, musica vocale, musica da camera, sinfonica e per banda, nonché sceneggiature radiofoniche e televisive; carteggio per la Società italiana autori editori (SIAE), corrispondenza con case discografiche ed editrici e con altri enti; diplomi, programmi di sala, locandine e libretti; fotografie, interviste, articoli sul personaggio e sull'attività delle maggiolate.